# هان غينغ
هان قنغ (الصينية:韩 庚؛ بينيين: هان قنغ؛ واد، جايلز: هان كنج؛ الهانغول: 한경) (ولد في 9 فبراير 1984) هو المغني والممثل Mandopop الصينية.
درس هان الرقص وفنون الدفاع عن النفس في سن مبكرة وغير المهرة في كل من 56 الرقصات التقليدية العرقية في الصين، وكذلك الباليه والهيب هوب. بدأ حياته المهنية في عام 2001، عندما تم اختياره من قبل SM الترفيه ليصبح عضوا في فرقة سوبر جونيور، الذي ظهر لأول مرة في عام 2005. أصبح لاحقا زعيم ل مجموعة فرعية، سوبر جونيور -M، في عام 2008. في 21 ديسمبر 2009، قدم هان دعوى قضائية ضد الشركات الصغيرة والمتوسطة لإنهاء عقده، مشيرا إلى ان العقد 13 عاما غير قانوني، تقييدية بشكل مفرط، وغير عادلة، وتشمل حججه إجبارهم على فعل أشياء خارج من عقده ويجري رفض الإجازة المرضية، والتي أدت إلى مرض الكلى، وقد عاد منذ ذلك الحين إلى الصين لممارسة مهنة منفردة. في 27 سبتمبر 2011، أصبح رحيل هان قنغ من SM الترفيه رسمية كما جاء كلا الطرفين إلى اتفاق متبادل.
لمختلف اسهاماته في نشر الثقافة الصينية، وقد تم اختيار هان كحامل لل شعلة لدورة الألعاب الأولمبية في بكين عام 2008، وقال في وقت لاحق أيضا أصبح سفيرا لشنغهاي معرض اكسبو 2010 ودورة الألعاب الآسيوية عام 2010. في أواخر عام 2012، التي هان تحظى باهتمام دولي وفاز أفضل قانون في جميع أنحاء العالم ومسرح لل أطفال 2013 لعام 2012 جوائز MTV أوروبا موسيقى قانون الآسيوية المفضلة جوائز اختيار.

## روابط خارجية
- هان غينغ على موقع IMDb (الإنجليزية)
- هان غينغ على موقع ألو سيني (الفرنسية)
- هان غينغ على موقع ميوزك برينز (الإنجليزية)
- هان غينغ على موقع أول موفي (الإنجليزية)
- هان غينغ على موقع ديسكوغز (الإنجليزية)
- هان غينغ على موقع قاعدة بيانات الفيلم (الإنجليزية)
- هان غينغ على موقع كينوبويسك (الروسية)